# Denbighkulturen
Denbighkulturen är en arkaisk kultur av  paleo-inuiter i det arktiska Nordamerika. Utbredningsområdet för kulturen var i Alaska och nordvästra Kanada 2450 till 1450 f.Kr. Det var den första av de kulturer som kallas Arctic Small Tool-traditionen (ASTt).
Det förefaller som om de arktiska delarna av Nordamerika koloniserades huvudsakligen genom successiva vandringar österut, folkvandringar som inleddes redan i Sibirien och säkert bara är de sista i en hel serie, varav de första förde de första människorna till Nya världen. Än så länge har mycket få säkra spår av de första vandringarna påträffats uppe i Alaska, och det äldsta fynd av en större samling redskap som gjorts där, vid Denbigh River, har inte med de stora vandringarna söderut att göra, utan hör samman med kolonisationen av Arktis; sedan dess har föremål av denbightyp kunnat spåras över Hudson Bayområdet ända bort till Sarqaqregionen i västra Grönland. Den exakta dateringen av denbighfynden är fortfarande något osäker, men  kol 14-dateringar tyder på en ålder av 4500 år. 

## Beskrivning
Platser som räknas in Denbighkulturen är belägna i norra Alaska från Kap Krusenstern till västra Yukon, men det finns också platser längre söderut från Aleuterna till Alaskas fastland. De var mobila jägare-samlare som i huvudsak jagade karibou som basföda. Denbighkulturen härstammade troligen från Syalakhkulturen och Bel'kachikulturen i Sibirien. Dessa ägnade sig åt storskaligt varutbyte och de förflyttade bitar av obsidian över 500 km.  Näringsbasen i Denbighkulturen var baserad  resurser från både hav och land. De gjorde säsongs besök till kusten för att jaga sälar, men deras primära föda var karibou, som de jagade året runt. Denbighfolket ägnade sig åt fiske, plockade bär och jagade fåglar på hösten.

### Arkeologiska platser

Denbigh boplatser i Alaska (i gult)

2016 fanns det 140 arkeologiska platser som tillhörde kulturen. En av de viktigaste platserna är Iyatayet-boplatsen, som var där Denbighkulturen upptäcktes. Kulturens bosättningar vintertid låg vid stranden av sjöar i tundran eller i skogsområden, där deras bostäder var halvt nedgrävda hus. Under andra årstider var bosättningarna lättare i form av tält placerade runt en stenhärdar. De kunde ligga vid kusten och i inlandet.

### Verktyg

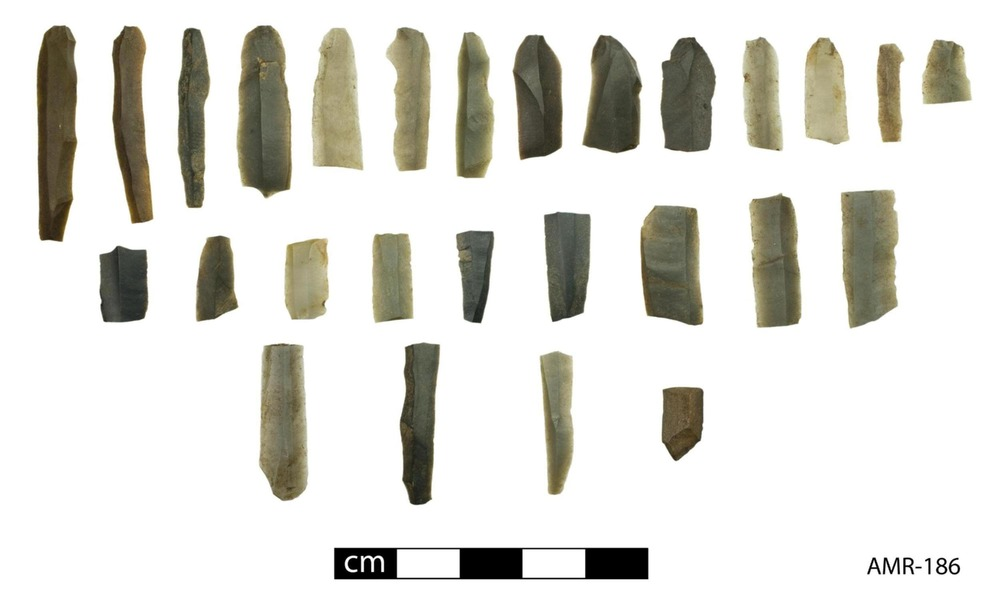
Denbigh microspån

Dessa boplatser klassificeras som tillhörande Denbighkulturen eftersom de delar liknande verktygsteknik. Stenverktyg var mycket specialiserade och formades omsorgsfullt. Tillverkningssättet kan följas genom biprodukter från tillverkningen som finns på platser. Det stora antalet olika typer av  spån är typiska. Arkeologen Andrew H. Tremayne säger att:
Denbigh Flint-komplex-teknologin använde flera strategier för reduktion av kärnor och produktion av verktygsämnen som inkluderar bifaciala kärnor, omönstrade flingkärnor och blad- och mikrobladskärnor, som tillsammans underlättade produktionen av många olika specialiserade verktyg från ett begränsat utbud av råmaterial. Den ringa storleken på många av de färdiga verktygen är optimal för transporterbarhet och maximal kantnytta"

— Andrew H. Tremayne, The Denbigh Flint Complex of Northern Alaska (s. 12)
Denbighfolket visade stor skicklighet i att forma sådana material som flinta och tillverkade miniatyrsticklar, utsökt tillhuggna projektilspetsar, halvmånformade spån för montering i handtag och regelbundna mikrospån. I Tail Creek på Sewardhalvön har man påträffat sådana spån fortfarande kvarsittande in skårade projektilspetsar av ben. Deras sticklar överensstämmar i alla avseenden med dem som tillverkades av de yngre paleolitiska och mesolitiska folken i Eurasien, liksom med dem man har påträffat från de subneolitiska kulturerna i Lenas folddal i nordöstra Sibirien. Och benspetsarna med skåror för flintspån, dessa projektilspetsar av ben förekommer över hela norra Eurasien ända bort till västra Norge.